# Bello Monte
Bello Monte es una urbanización de clase media, ubicada en Caracas. Se emplaza en el centro geográfico de la ciudad y, sin embargo, está alejada del centro histórico. Esta urbanización es parte del distrito financiero, comercial y turístico de Sabana Grande, al igual que San Antonio y Las Delicias. El Puente Los Gemelos es el límite entre la Urbanización Bello Monte del distrito Sabana Grande y la Urbanización Colinas de Bello Monte del Municipio Baruta, Estado Miranda.

## Localización
Delimitada al Norte por la urbanización Las Delicias y la urbanización Sabana Grande, teniendo entre ellas el bulevar de Sabana Grande, por el Sur linda con la urbanización Colinas de Bello Monte (río Guaire y autopista Francisco Fajardo), por el Este con la urbanización Chacaito del municipio Chacao (Quebrada Chacaito) y por el Oeste con la urbanización Los Caobos y Plaza Venezuela.
Sus principales vías de acceso son la Autopista Francisco Fajardo, la Avenida Casanova, Avenida Francisco Solano López, Avenida Libertador y Avenida Venezuela, además de las estaciones de metro Bello Monte, Sabana Grande, Zona Rental, Plaza Venezuela y Chacaíto. También es accesible a través de las líneas de autobuses 302, 315 y 681, entre otras.

## Características
Lo que fue en sus inicios una urbanización meramente residencial con pequeños atisbos de comercio (panaderías y supermercados), se ha convertido hoy en una zona fuertemente comercial, principalmente en el bulevar de Sabana Grande y en las calles aledañas. En ella confluyen ferreterías, talleres mecánicos, jugueterías, restaurantes y en la zona del bulevar multitud de tiendas y centros comerciales. También cuenta con múltiples colegios y academias.
Dentro de ella se localiza el Centro Comercial El Recreo, siete pisos de múltiples tiendas, restaurantes, bancos y un cine multisalas en su última planta. También se encuentra el Hotel Gran Meliá Caracas, hospedaje habitual de mandatarios extranjeros en sus estancias en la capital. Originariamente, los terrenos de esta urbanización pertenecieron a las antiguas Haciendas Ibarra y Bello Monte, conectadas por el puente de la carretera de Baruta (desaparecido), ubicado por donde pasa la actual calle Baruta. Su urbanización empezó en la década de 1940.
Entre sus edificios destaca Torre América, construido en 1978 en estilo brutalista y apodado "El Jojoto".

## Galería

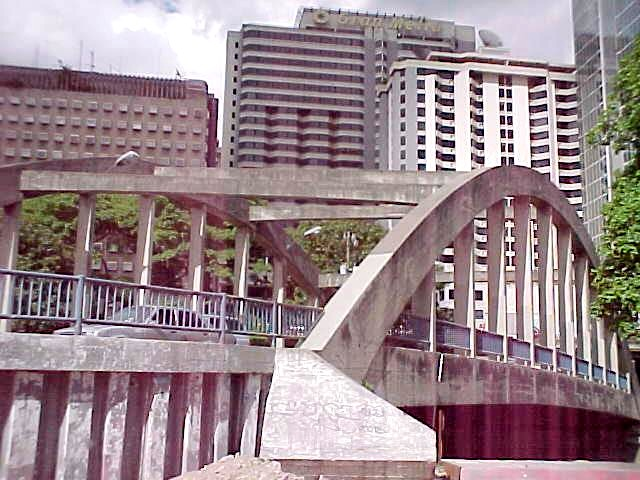
Puente de Colinas de Bello Monte.
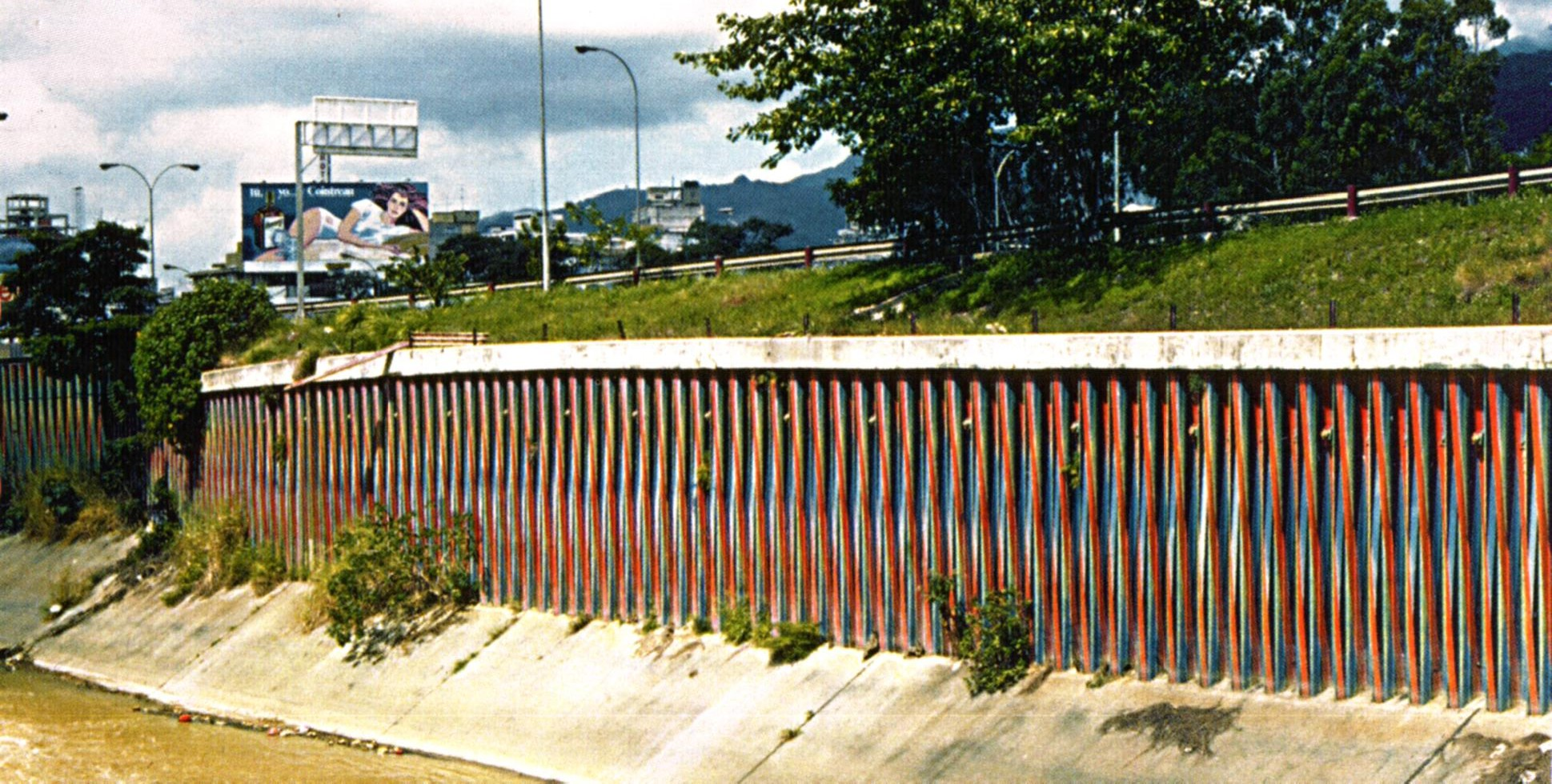
Mural de Jesús Soto en el curso de Río Guaire.
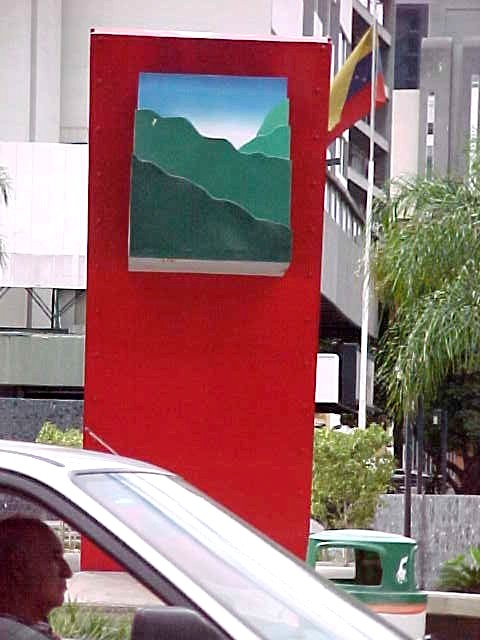
Mural de José Campos-Biscardi.
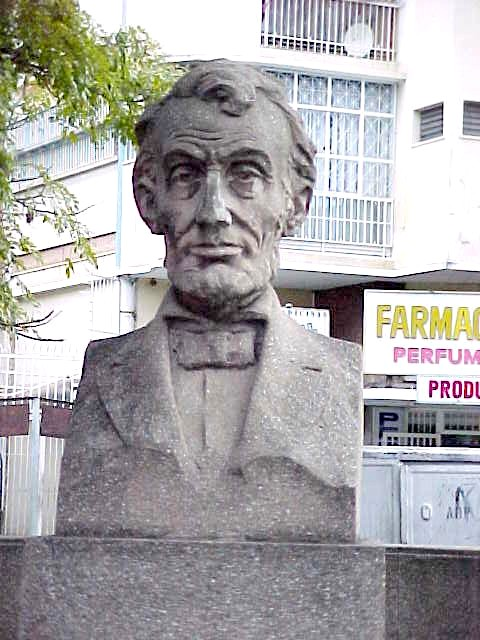
Plaza Abraham Lincoln.